# Sinister (film)
Sinister  este un film de groază supranatural american britanic și canadian din 2012 regizat de Scott Derrickson după un scenariu de Derrickson și C. Robert Cargill. Rolurile principale au fost interpretate de actorii Ethan Hawke și Juliet Rylance.
O continuare, Sinister 2, a avut premiera în anul 2015.

## Prezentare
Hawke joacă rolul unui scriitor fictiv despre crime reale adevărate, Ellison Oswalt, care descoperă o cutie cu filme în podul său - lucru care îi pune familia în pericol.
Totul o i-a razna când  acesta afla din mai multe inspectări ale casetelor ( ce conțineau filmări cu uciderea victimelor din casa nouă a familiei sale, și a multor altora, printre care copii ) că o persoană înfiorătoare pe nume Ms.Boogie este ucigătorul.Ba mai mult, fiind casa victimelor Ellison are vizuni și vedenii cu spiritele copiilor. Nimeni nu la crezut la început, dar, urmând sfatul soției sale a părăsit casa împreună cu fiica și fiul său ( ce dispăruse și reapăruse de multe ori pe timp de noapte ).
Aceștia se muta la o vilă iar acolo Ellison află că criminalii sunt o sectă antica și satanică. In cele din urmă Ellison și toată familia sa sunt uciși chiar de fiica lui, morala fiind că spiritele malefice ce omorau erau de fapt copiii victimelor, acestea jucânduse cu tații și mamele lor moarte. Fiica lui Ellison desenează pe o foaie o ilustrație apoi împreună cu Ms. Boogie pornesc împreună cu celelalte suflete într-un loc anonim printr-un tablou.

## Distribuție
- Ethan Hawke ca Ellison Oswalt
- Juliet Rylance ca Tracy Oswalt
- Fred Thompson ca Șerif
- James Ransone ca Ajutor de șerif So & So
- Clare Foley ca Ashley Oswalt
- Michael Hall D'Addario ca Trevor Oswalt
- Vincent D'Onofrio (nem) ca  Profesor Jonas
- Victoria Leigh ca Stephanie Stevenson / Family Hanging Out Girl
- Cameron Ocasio ca BBQ Boy
- Ethan Haberfield ca Pool Party Boy
- Danielle Kotch ca Lawn Work Girl
- Blake Mizrahi - Christopher Miller / Sleepy Time Boy
- Nick King ca  Bughuul / "Mr. Boogie"